# Адигезалов, Зульфи Самед оглы
Зульфугар (Зульфи) Самед оглы Адигёзалов (азерб. Zülfü Səməd oğlu Adıgözəlov; 1898, Шаумянкенд, Елизаветпольская губерния — 31 мая 1963, Баку) — азербайджанский певец-ханенде. Заслуженный артист Азербайджанской ССР (1943).

## Биография

Мемориальная доска на стене дома в Баку, в котором жил Зульфугар Адигезалов

Родился в деревне Карадолаг Шушинского уезда. Исполнительскую деятельность начал в 1927 году. В конце 20-х годов XX века в одном из шушинских меджлисов его услышал Джаббар Карьягдыоглу и пригласил понравившегося певца в Баку. Здесь Зульфугар Адигезалов давал концерты в филармонии и выступал на сцене оперного театра в мугамных операх. Он быстро приобрел популярность и как актёр. В народе его ласково называли «Зюльфи». С 1936 года — солист Азербайджанской государственной филармонии.
Коронным номером Зульфугара Адигезалова стал мугам Раст. Он был также исполнителем азербайджанских народных песен «Наби», «Кяклик», «Дедим бир бусе вер», «Сары Гелин», пел тесниф «Мен гедирем Зангилана».
Голос Зульфи Адигезалова сохранился в фильмах студии «Азербайджанфильм»: «Крестьяне», «Сабухи», «Бакинцы».
Отец композитора Васифа Адигёзалова и скрипача Рауфа Адигезалова.